# Cathédrale de Tarente
La cathédrale de Tarente ou cathédrale Saint-Catalde (en italien : Duomo di San Cataldo ou Basilica cattedrale di San Cataldo) est une église catholique romaine de Tarente, en Italie. Il s'agit de la cathédrale de l'archidiocèse de Tarente. Elle est dédiée à saint Catalde. En octobre 1964, le pape Paul VI l'a élevée à la dignité de basilique mineure.  

## Architecture

Intérieur
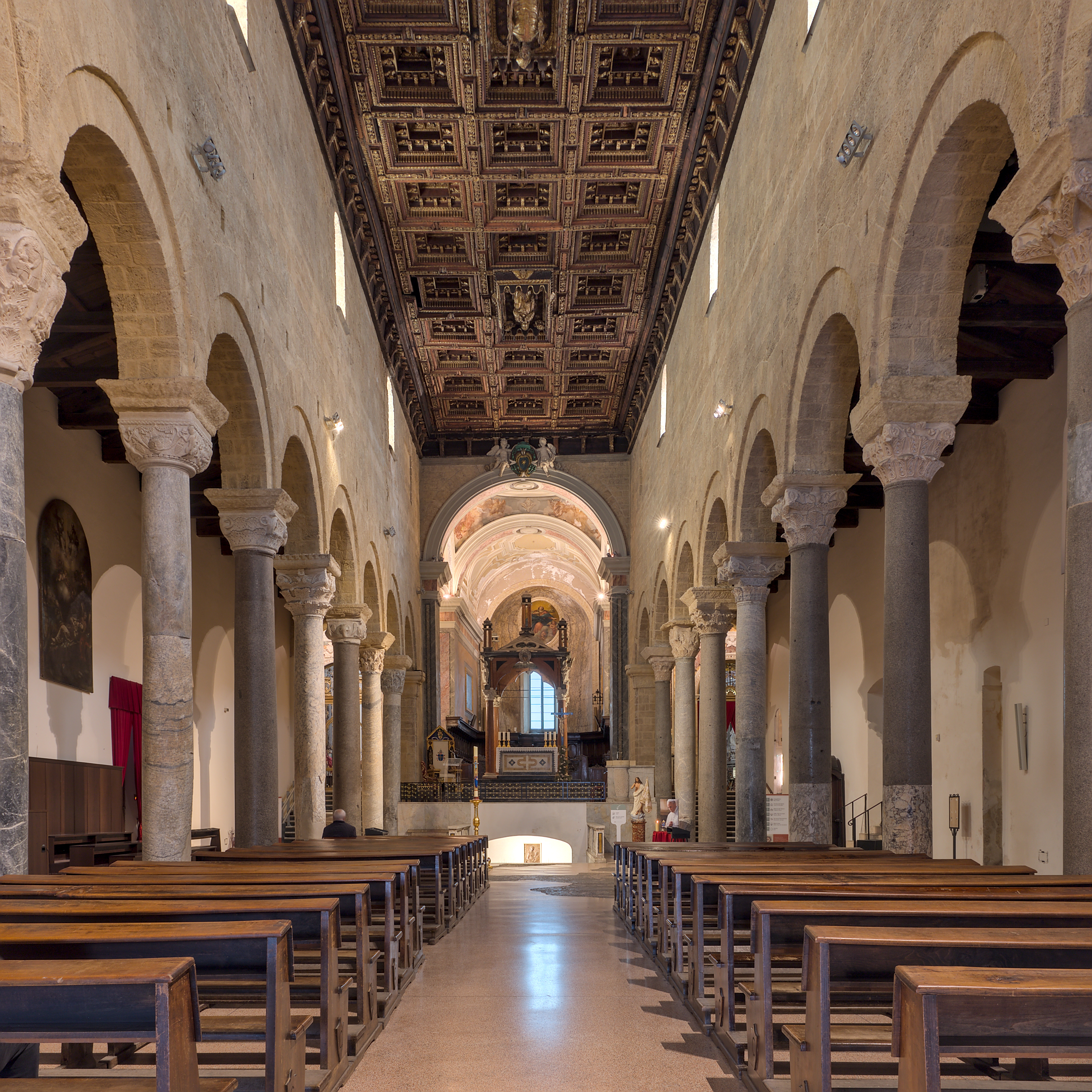
La nef centrale.
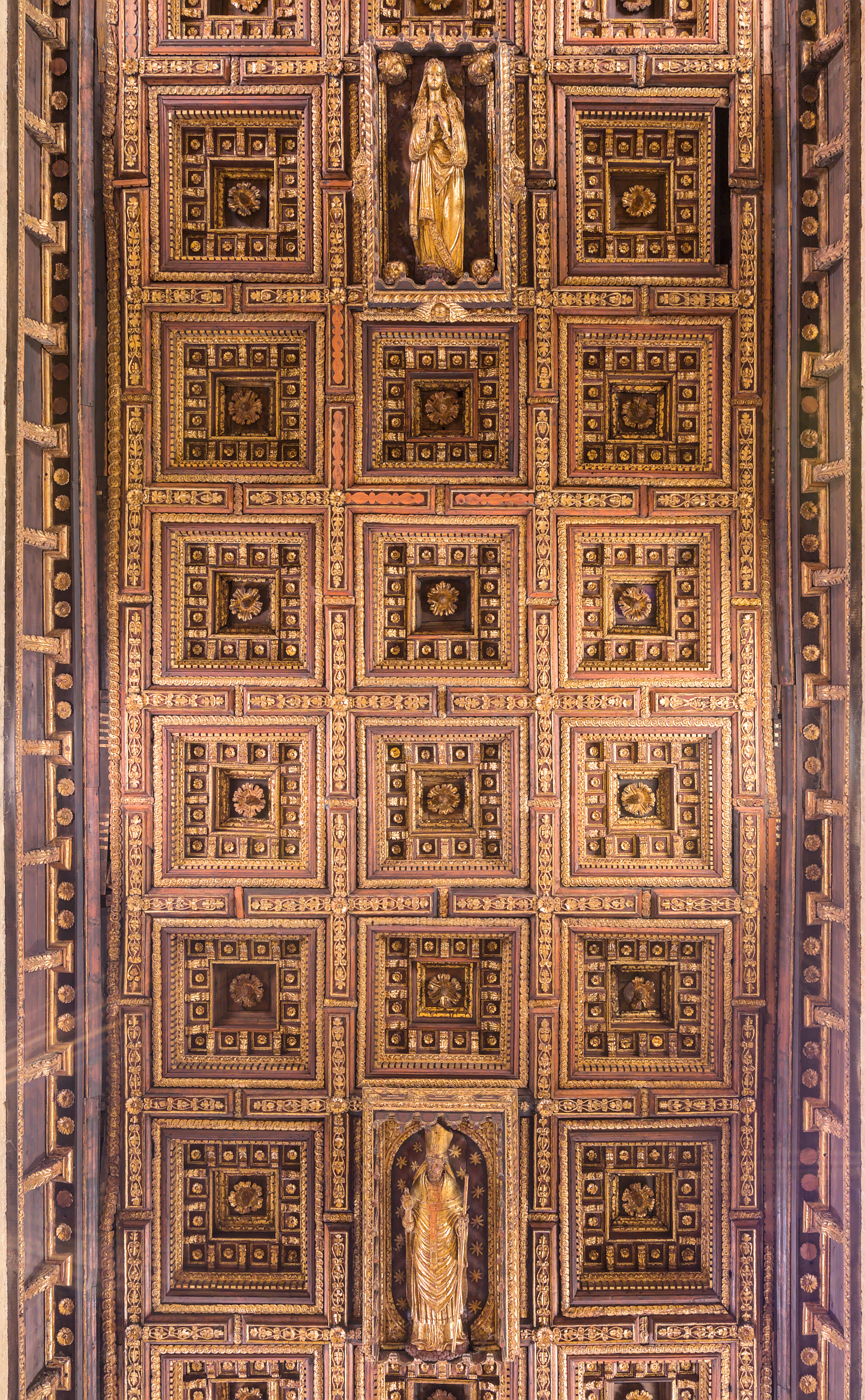
Plafond à caissons de la nef.
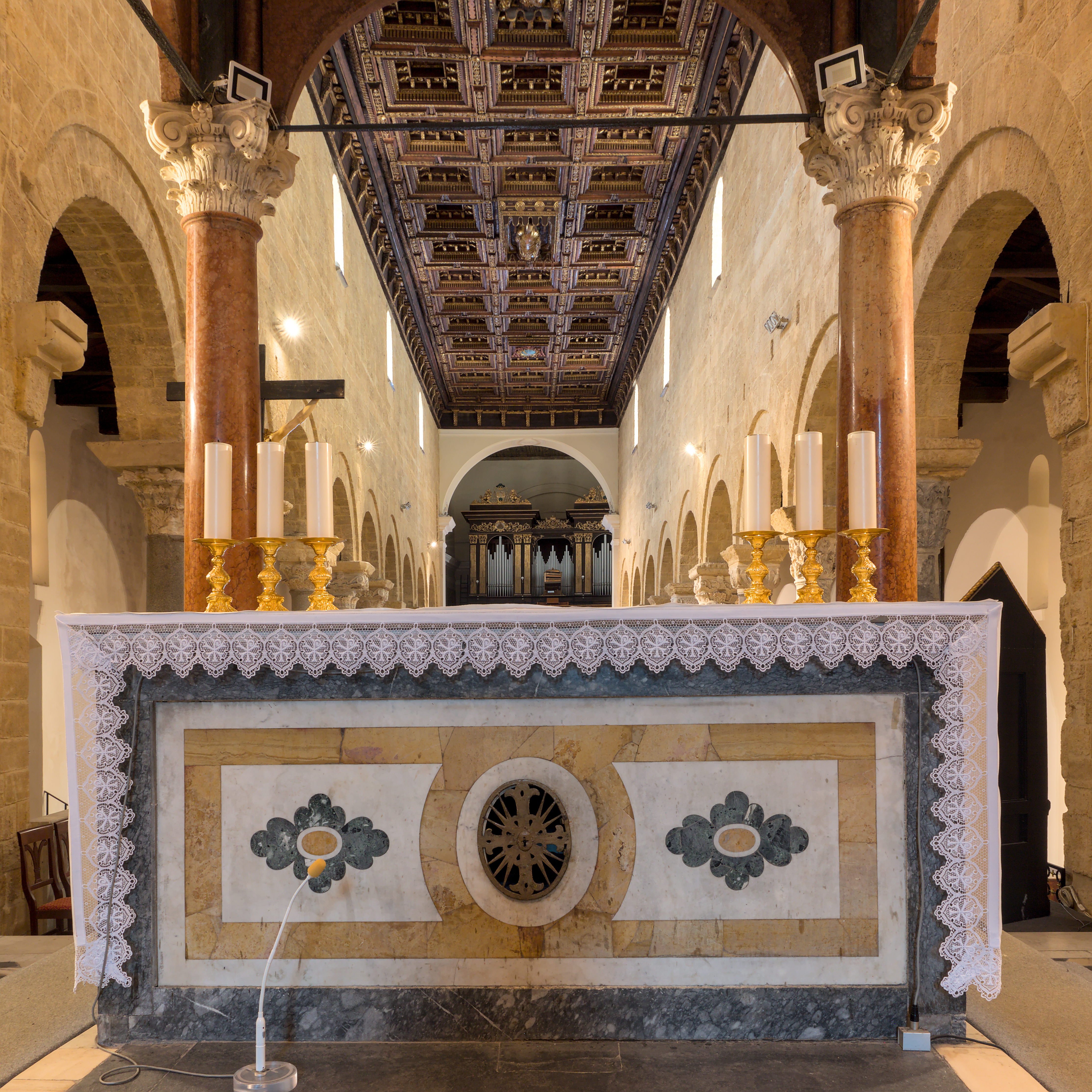
L'autel et la nef vus du choeur.
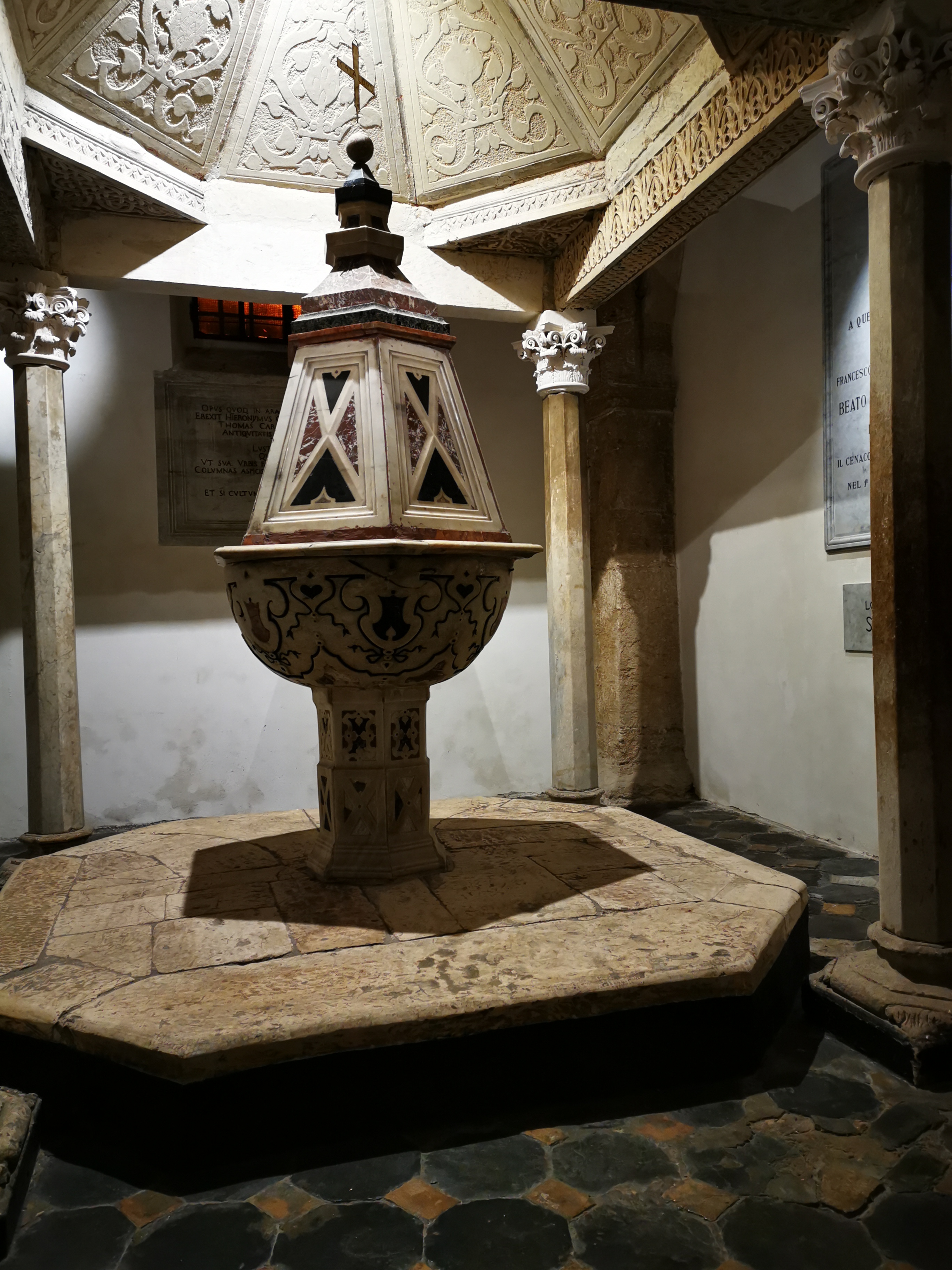
Les fonts baptismaux.
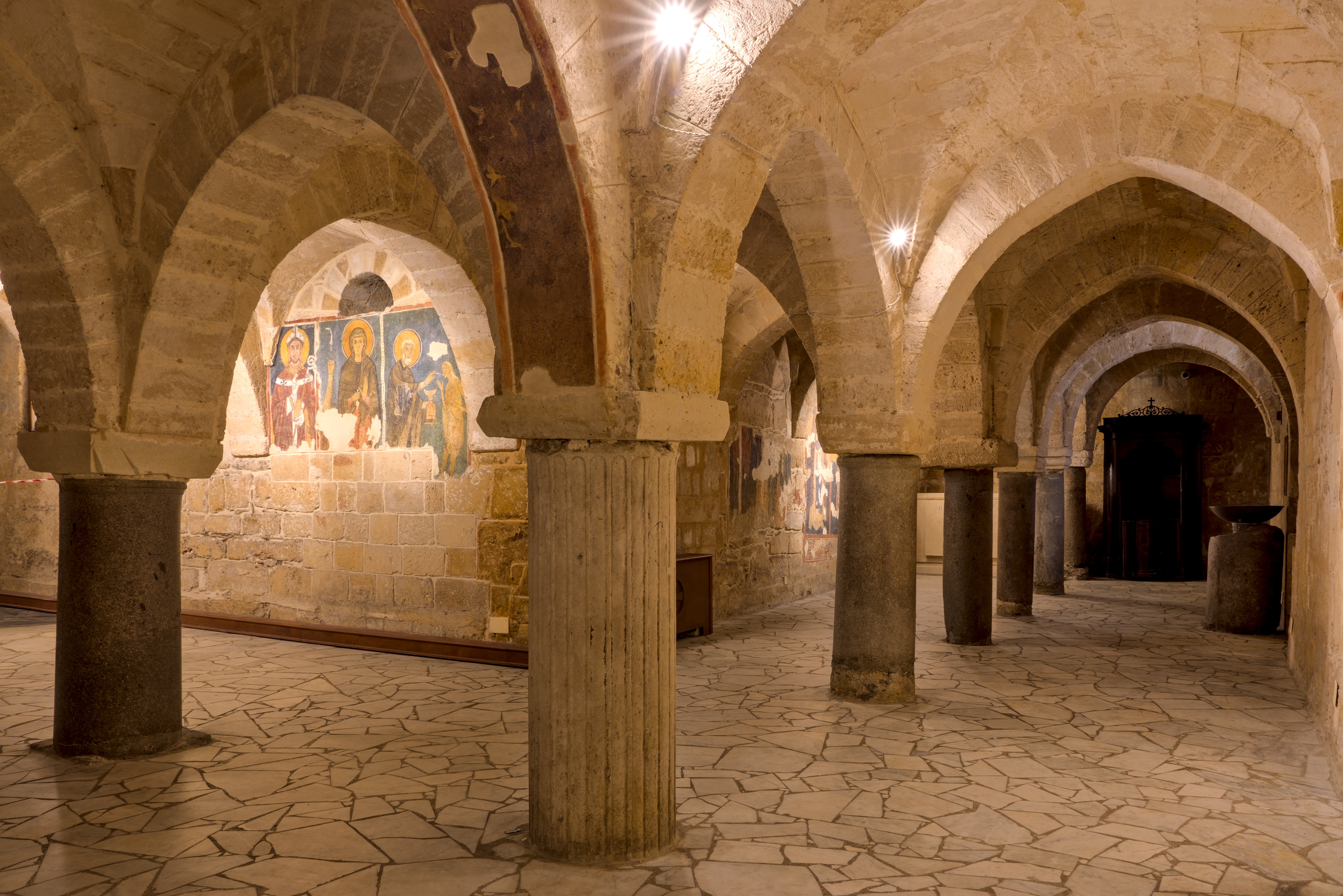
La crypte.
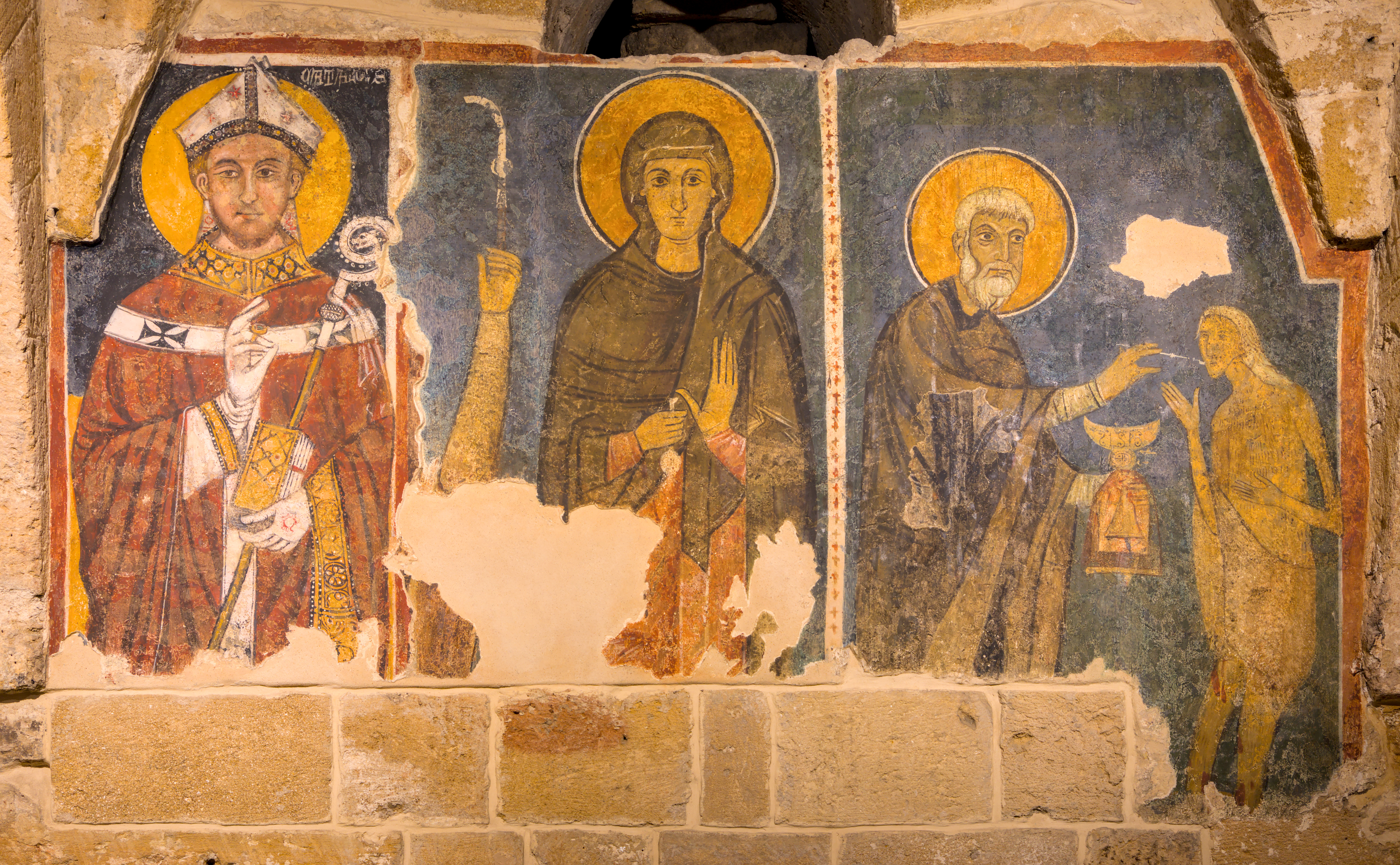
Fresque dans la crypte.

La chapelle Saint Catalde
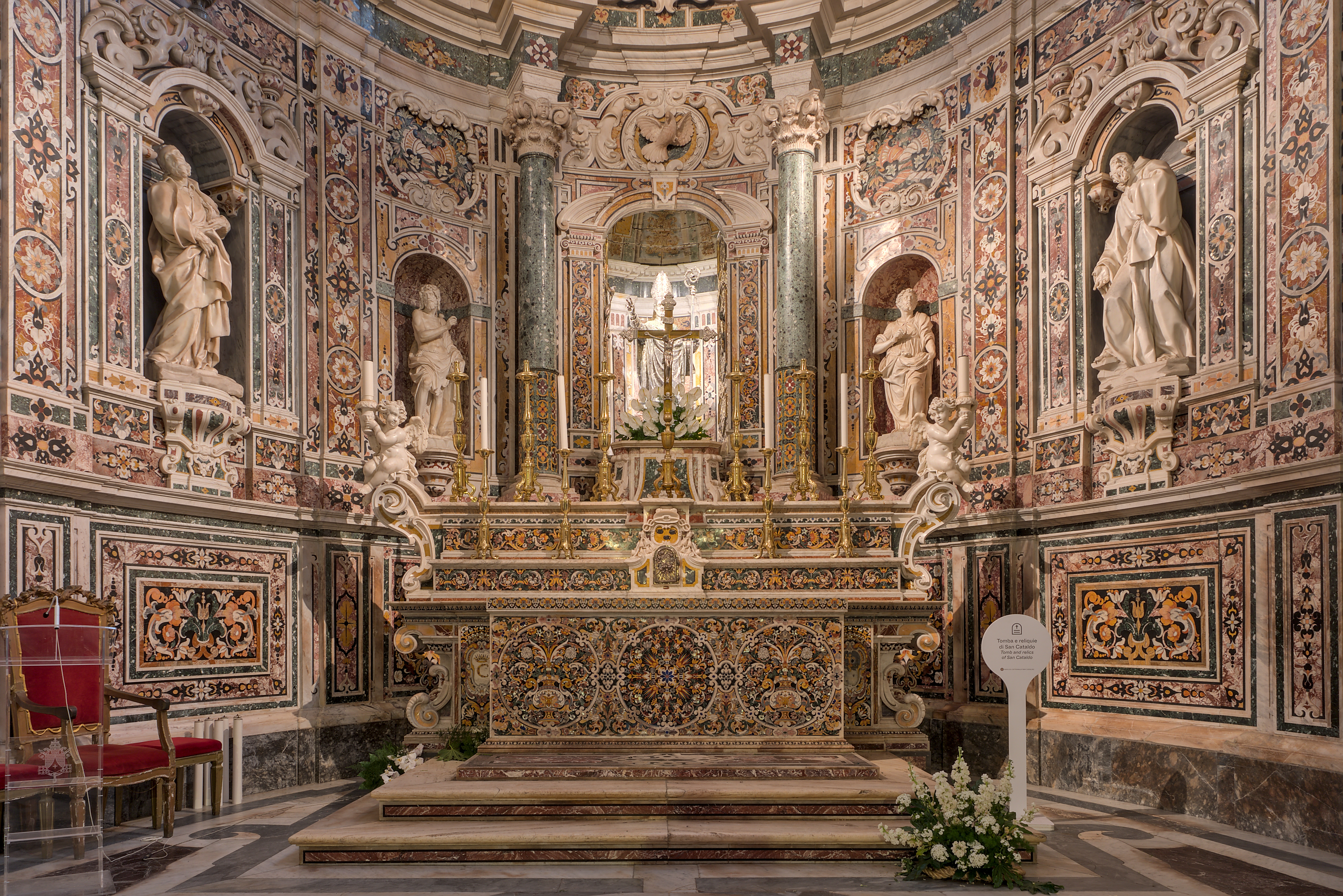
Choeur de la chapelle.
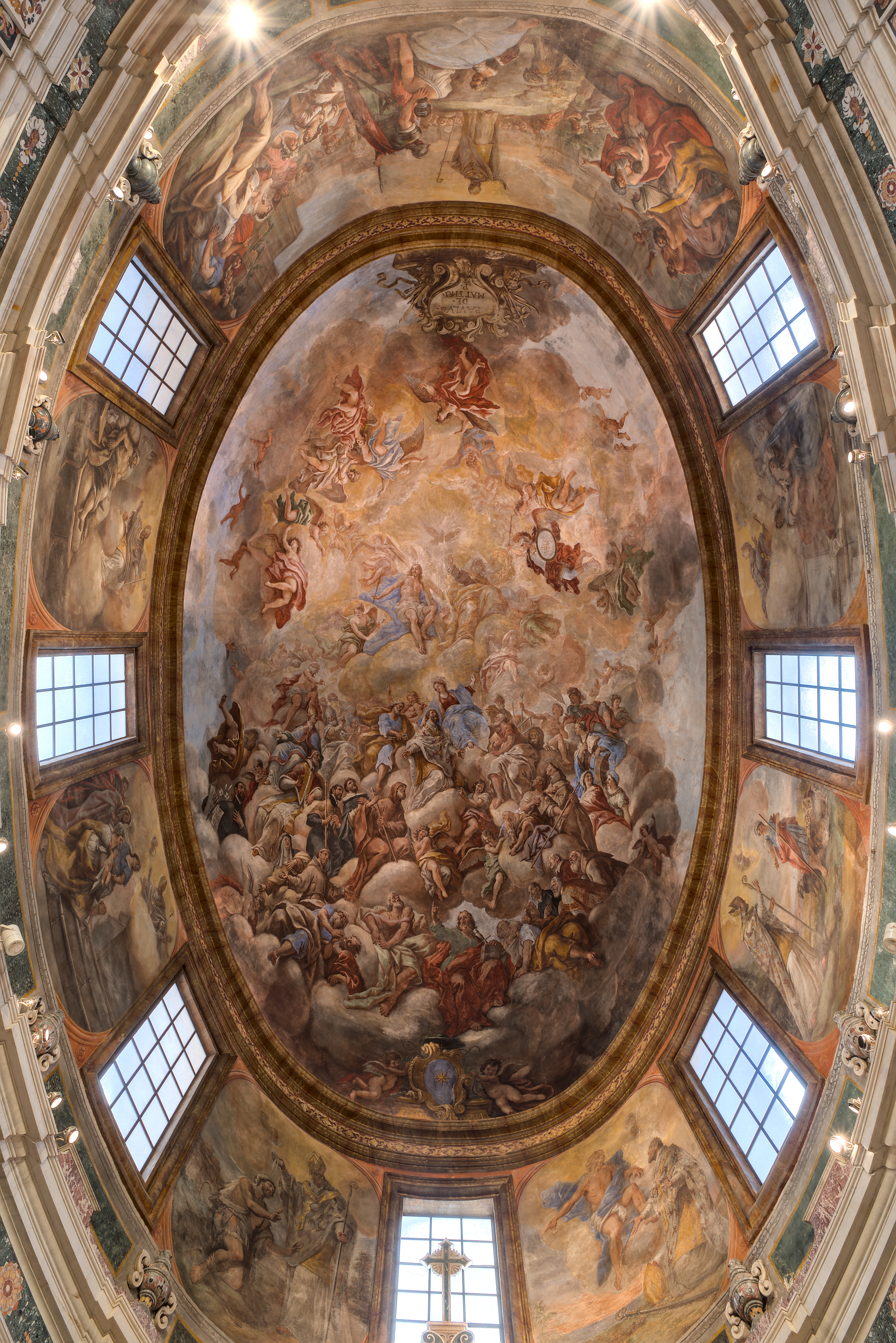
Plafond de la chapelle.
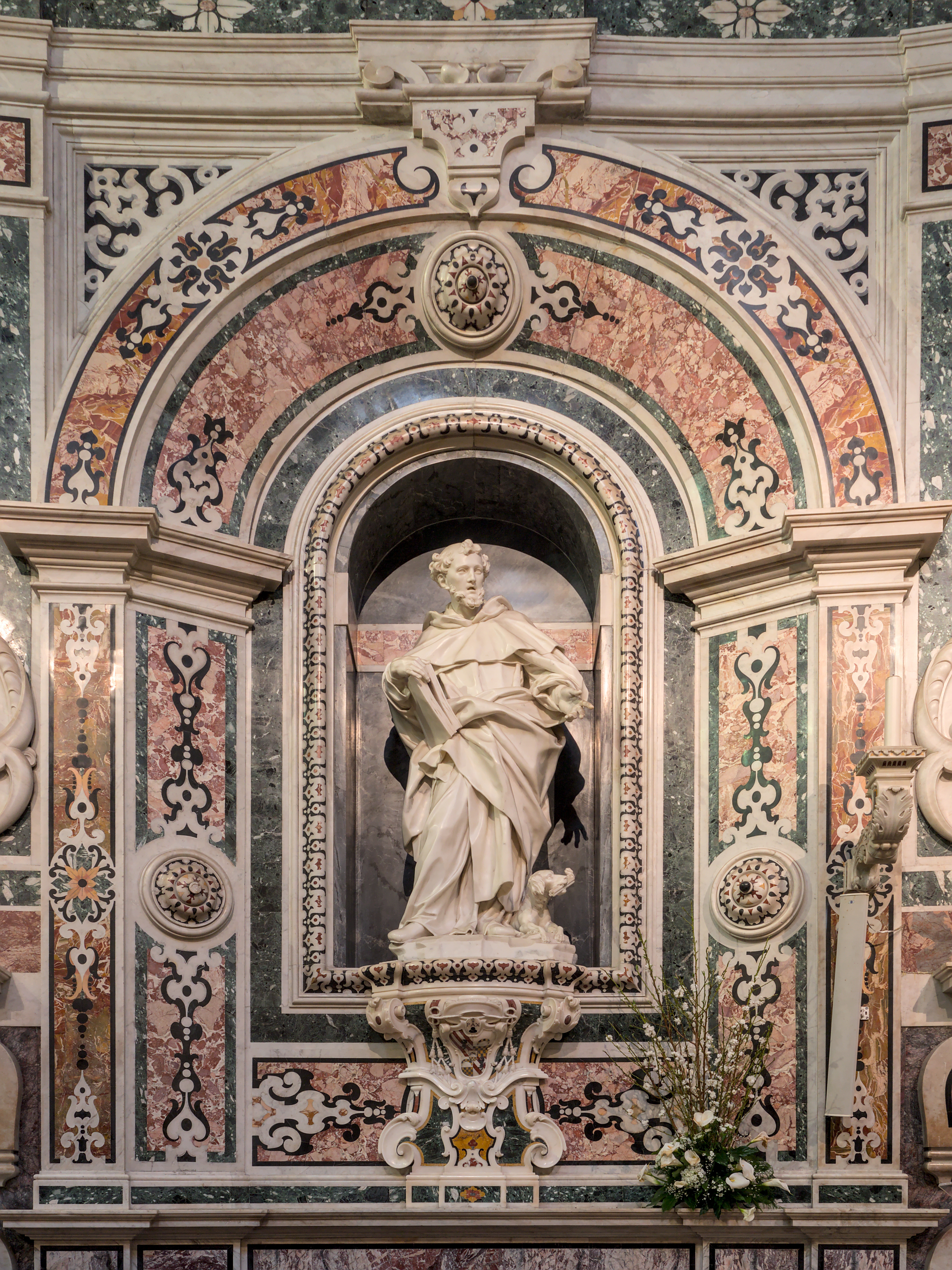
Une niche contenant la statue de Saint Dominique.
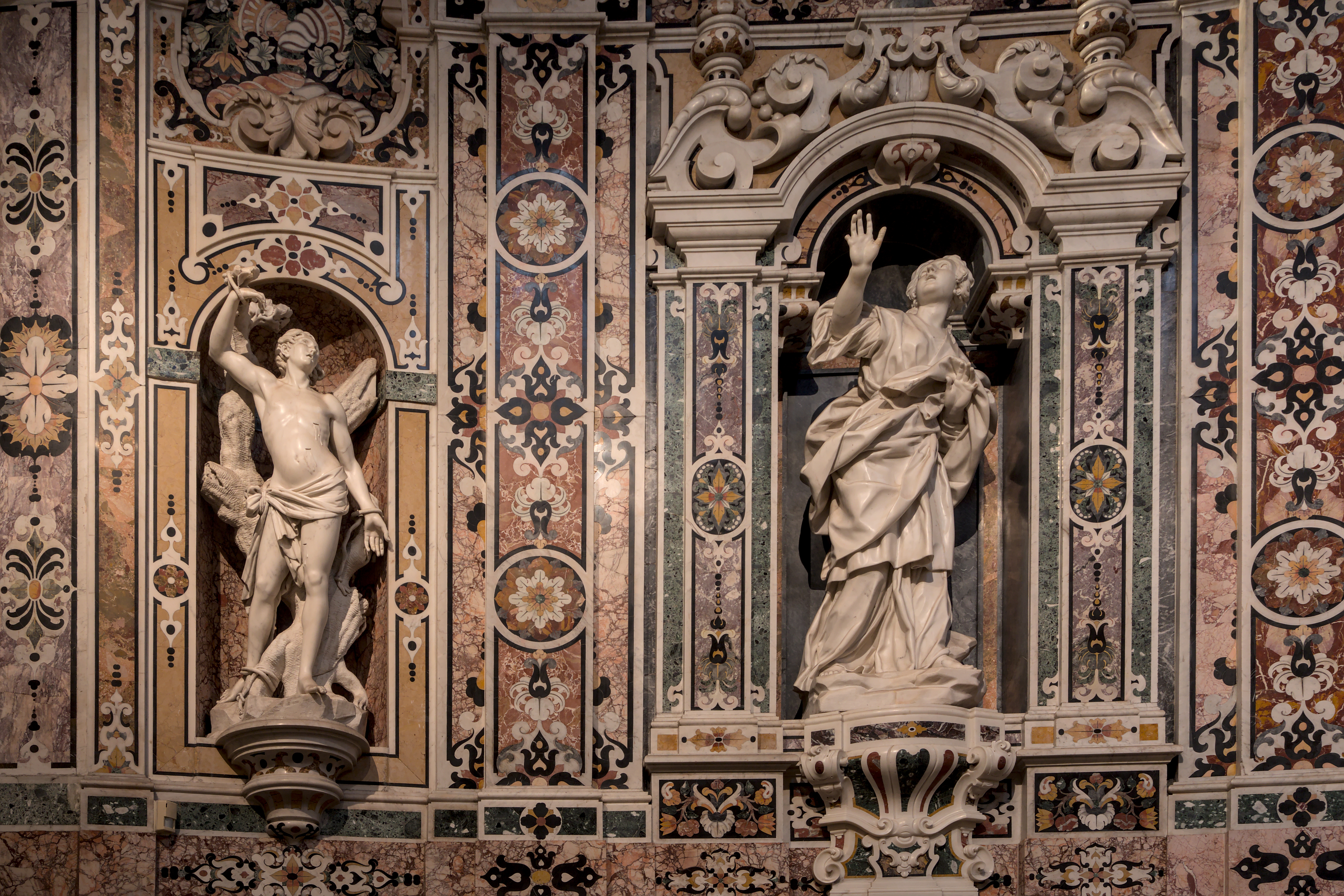
Niches avec les statues de saint Sébastien et sainte Irène.
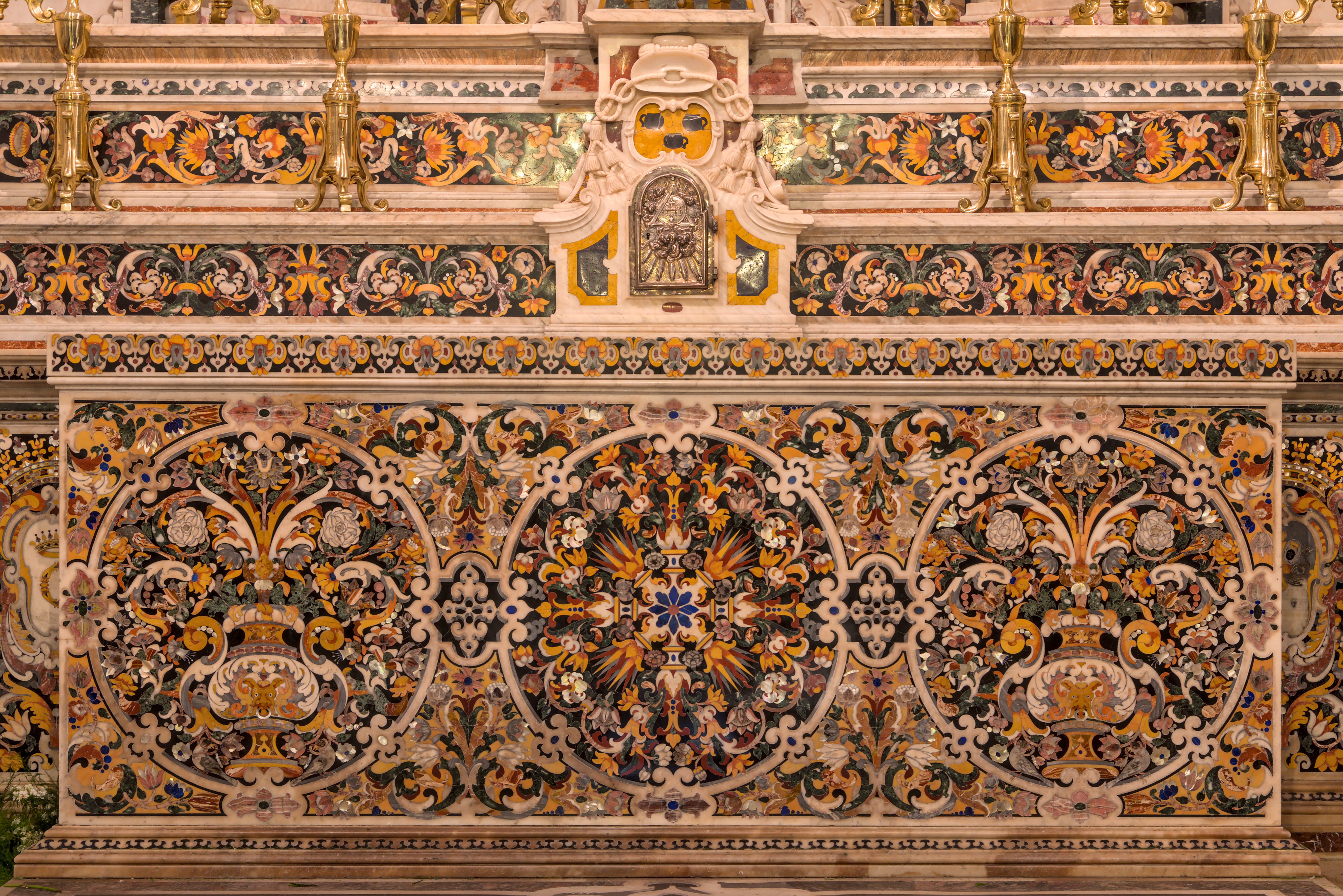
Détail de la marqueterie de marbre de l'autel de la chapelle.